# اشتراكية مسيحية
الاشتراكية المسيحية هي فلسفة دينية وسياسية تجمع ما بين المسيحية والاشتراكية وتؤيد السياسات اليسارية وعلم الاقتصاد الاشتراكي مستندةً في ذلك على الكتاب المقدس وتعاليم يسوع. يعتبر العديد من الاشتراكيين المسيحيين الرأسمالية أمرًا وثنيًا متأصلًا في خطيئة الجشع. يرى الاشتراكيون المسيحيون بأن الجشع الذي يربطونه بالرأسمالية هو السبب الكامن وراء التفاوت الاجتماعي. غدت الاشتراكية المسيحية حركة كبرى في المملكة المتحدة ابتداءً من القرن التاسع عشر. وتعد الحركة الاشتراكية المسيحية المعروفة باسم «المسيحيين اليساريين» منذ عام 2013 مثالًا رسميًا على هذه الحركة ومن الأمثلة الأخرى عليها الفصيل الاشتراكي المسيحي الموجود ضمن حزب العمال.
تذكر موسوعة بريتانيكا تعريف الاشتراكية بأنه «المذهب الاجتماعي والاقتصادي الذي يدعو للملكية والتحكم العام وليس الخاص بالأملاك والموارد الطبيعية. وتبعًا لوجهة النظر الاشتراكية فإن الأفراد لا يعيشون أو يزاولون أعمالهم في انعزال بل يعيشون في تعاون مع بعضهم البعض. وعلاوةً على ذلك فإن جميع ما ينتجه الناس يعد منتجًا اجتماعيًا بطريقةٍ أو بأخرى وجميع من يسهم في إنتاج سلعة ما يحق له حصة منها. وبالتالي ينبغي على المجتمع برمته تملك أو التحكم بالملكية حتى يفيد جميع أفراده... كذلك مارست المجتمعات المسيحية الأولى تشارك السلع والعمل وهو شكل بسيط من أشكال الاشتراكية اتبعته أشكال عدة من الرهبانية في ما بعد. إذ واصلت عدة نظم رهبانية هذه الممارسات إلى يومنا هذا». أعتقد الهوتريتيون ذو التوجه الاشتراكي المسيحي بضرورة الاتباع الحازم للمبادئ الكتابية في ما سموه الانضباط الكنسي ومارسوا شكلًا من أشكال الشيوعية. وضع الهوتريتيون نظامًا دقيقًا من الضوابط التي تألفت من قوانين وقواعد ولوائح حكمت جميع جوانب حياتهم وضمنت توحيدًا في منظورهم. أثارت الشيوعية المسيحية إعجاب العديد من الفلاحين ممن دعموا قيام ثورة اجتماعية في أوروبا الوسطى خلال القرن السادس عشر على غرار حرب الفلاحين الألمانية وعليه أضحى فريدريك إنغلز ينظر لأتباع تجديدية العماد بصفتهم شيوعيين بدائيين.
يعد العديد من الكتاب الذين عاشوا خلال القرن التاسع عشر من بين أوائل الشخصيات التي نظر إليهم باعتبارهم اشتراكيين مسيحيين من أمثال فريدريك دينيسون موريس (صاحب كتاب مملكة المسيح الذي نشر عام 1838) وجون مالكوم فوربس لودلو (صاحب كتاب الاشتراكي المسيحي الذي نشر عام 1850) وجون روسكن (صاحب كتاب إلى حين استمرار هذا الذي نشر عام 1862) وتشارلز كينغزلي (صاحب كتاب أطفال المياه الذي نشر عام 1863) وتوماس هيوز (صاحب كتاب الأيام المدرسية لتوم براون الذي نشر عام 1857) وفريدريك جيمس فورنيفال (المشارك في وضع قاموس أوكسفورد الإنكليزي) وآدين بالو (صاحب كتاب الاشتراكية المسيحية العملية الذي نشر عام 1854) وفرانسيس بيلمي (قسيس معمداني وواضع قسم الولاء الخاص بالولايات المتحدة).

## في الكاثوليكية
أدان العديد من الباباوات الشيوعية والاشتراكية ألا وهم البابا بيوس التاسع والبابا ليون الثالث عشر والبابا بيوس العاشر والبابا بندكت الخامس عشر والبابا بيوس الحادي عشر والبابا بيوس الثاني عشر والبابا يوحنا الثالث والعشرون والبابا بولس السادس والبابا يوحنا بولس الثاني. كذلك أدان البابا بندكت السادس عشر هاتين الأيديولوجيتين في حين أكد على ضرورة تفريقهما عن الديمقراطية الاشتراكية التي أثنى عليها. أثيرت الشكوك إزاء وجهات نظر البابا فرنسيس حيال هذه المسألة إذ جادل البعض بأن البابا يؤيد عددًا من الآراء الاشتراكية أو الشيوعية، بينما جادل آخرون بالعكس. نفى البابا فرنسيس الاتهامات التي وجهت إليه بكونه شيوعيًا معتبرًا هذه الاتهامات «تفسيرًا خاطئًا» لآرائه. شجب فرنسيس الأيديولوجيا الماركسية ووصفها بالـ«خاطئة» ولكنه أثنى على الشيوعيين لأجل [تفكيرهم] مثل المسيحيين.

### القرن الحادي والعشرون
وجه البابا بندكت السادس عشر كلمة إلى مجلس الشيوخ الإيطالي في عام 2004 اعتبر فيها بأن الديمقراطية الاشتراكية «كانت وما زالت قريبة على العقيدة الاجتماعية الكاثوليكية وبأنها أسهمت على أي حال نحو تشكيل وعي اجتماعي». هاجم البابا بندكت السادس عشر الاشتراكية في كتابه «الله هو الحب» في عام 2005 مصرحًا «نحن لسنا بحاجة إلى دولة تنظم وتتحكم بكل شيء بل دولة تعترف وتدعم بسخاء المبادرات الصادرة عن القوى الاجتماعية المختلفة وفقًا لمبدأ التكافل وتجمع ما بين العفوية والتقرب للمحتاجين. تمثل الكنيسة إحدى هذه القوى الحية... الادعاء القائل بأن البنى الاجتماعية من شأنها في نهاية الأمر جعل الأعمال الخيرية فائضة عن الحاجة يخفي خلفه فهمًا ماديًا للإنسان... وتلك قناعة تحط من قدر الإنسان وتتجاهل في النهاية كل ما هو بشري على وجه التحديد.»

## الانتقاد
كتب الرئيس الفخري لمؤسسة التعليم الاقتصادي ذات التوجه الليبرتاري لورنس ريد في كتابه «أَعطوا ما لقيصر» بأن يسوع لم يكن اشتراكيًا في تشجيعه على العطاء والعمل الخيري الذي كان طوعيًا في طبيعته وذلك على النقيض من الأخذ الإجباري للمال من جانب الحكومة (الضرائب). ادعى أستاذ الأديان في جامعة الحرية جوني مور الابن وهو مسيحي إنجيلي محافظ والذي يعد «معقلًا لليمين المسيحي» في السياسة الأمريكية في سياق ما كتبه على الصفحة الرئيسية لبرنامج تود ستارنز على إذاعة فوكس نيوز كاتبًا بأن يسوع كان رأسماليًا. كذلك ادعى المحافظ التقليدي براين فيشر العضو في الرابطة الأمريكية للأسرة وهي منظمة مسيحية أصولية في الولايات المتحدة بأن يسوع كان رأسماليًا دعا إلى «إعادة التوزيع الطوعي للثروة».
انتقد تشارلز هادون سبورجيون المبادئ الاشتراكية وحذر أولئك الذين ينقادون وراءها بأنهم «سرعان ما قد ينالون فوق حاجتهم منها». واعتبر المسيحية الجماعية على وجه التحديد أقل شأنًا من الإيمان على المستوى الفردي قائلًا: «لا أود منكم إبدال ذهب المسيحية الفردية بمعدن الاشتراكية المسيحية.